# Aixurbelnixeixu
Aixurbelnixeixu o Aššur-bel-nišešu va ser rei d'Assíria. Va pujar al tron en data incerta doncs la manca de la duració de dos regnats anteriors permet jugar amb un marge de 40 o 50 anys. En la cronologia llarga hauria regnat del 1450 aC al 1425 aC, segons la cronologia mitjana del 1425 aC al 1400 aC i la cronologia curta el situa entre el 1410 aC i el 1390 aC. La Llista dels reis d'Assíria li assigna 9 anys de regnat.
Era fill d'Aixurnirari II al que hauria succeït a la seva mort natural. A diferència dels seus antecessors, d'aquest rei hi ha una important referència a la Història sincrònica (un text babiloni del segle viii aC que fa referència a les relacions entre Babilònia i Assíria durant la dominació cassita). El rei cassita Karaindaix, que governava cap a la meitat del segle xv aC, va signar un tractat amb Aixurbelnixeixu. El rei d'Assur reclamava unes terres concretes a Mesopotàmia que Babilònia li va reconèixer, i van acordar unes línies frontereres. Això suposa que Assíria, tot i que sota dependència feudal de Mitanni, era reconeguda com a entitat que podia negociar un tractat amb Babilònia.
El va succeir el seu fill Ashurrimnisheshu.